# Entrevista (general)

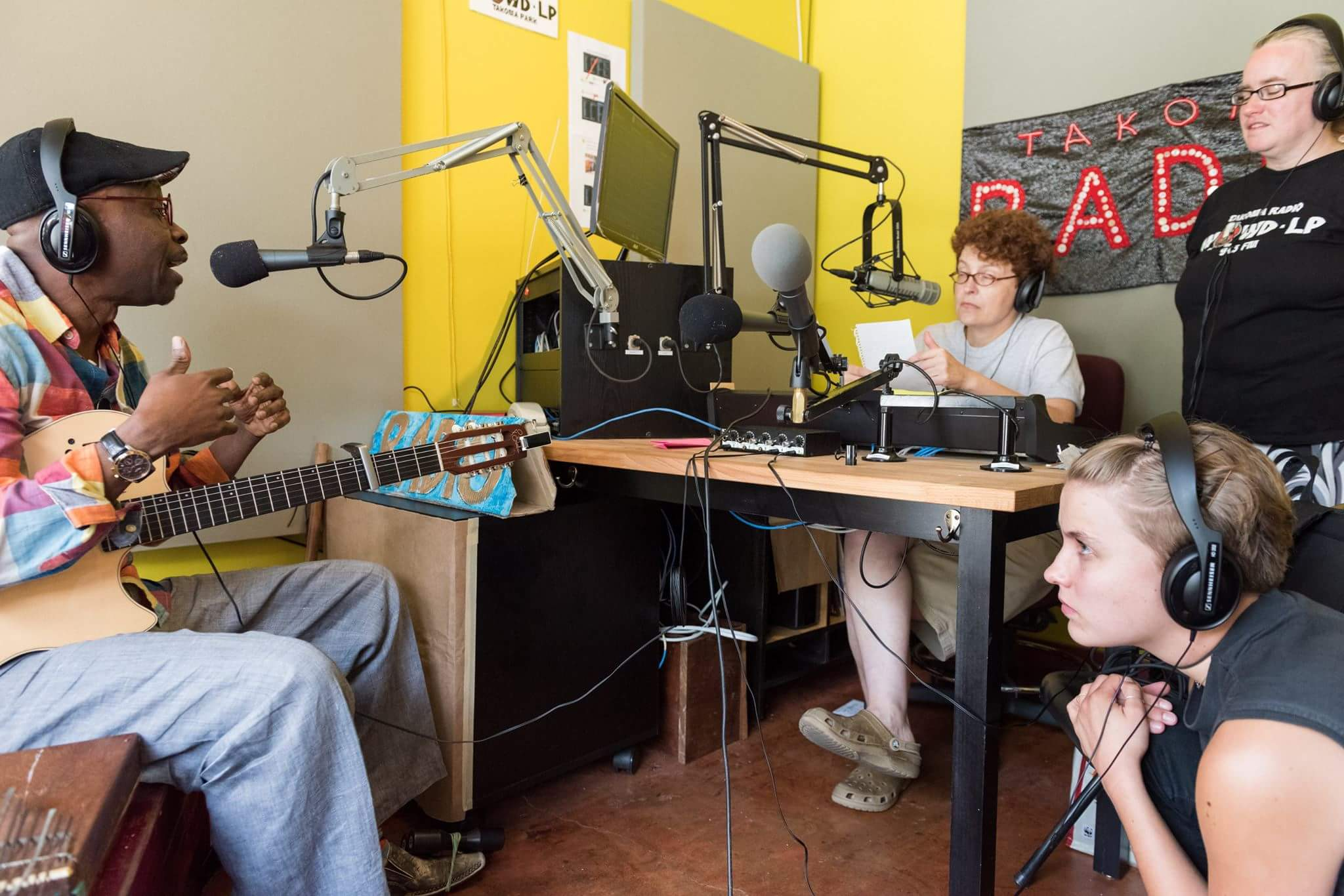
Un músico entrevistado en un estudio de radio.

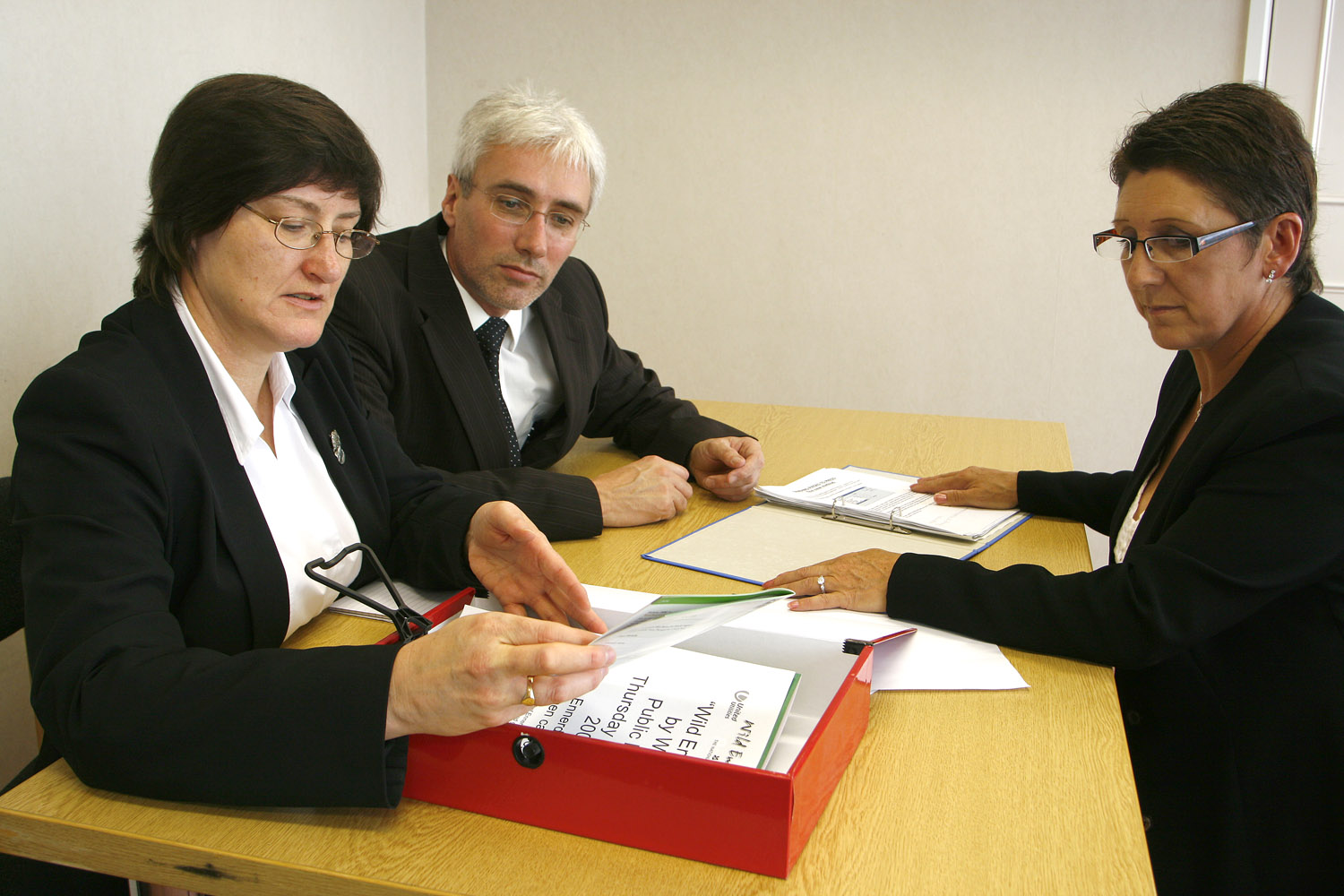
Una mujer entrevistando para un trabajo.

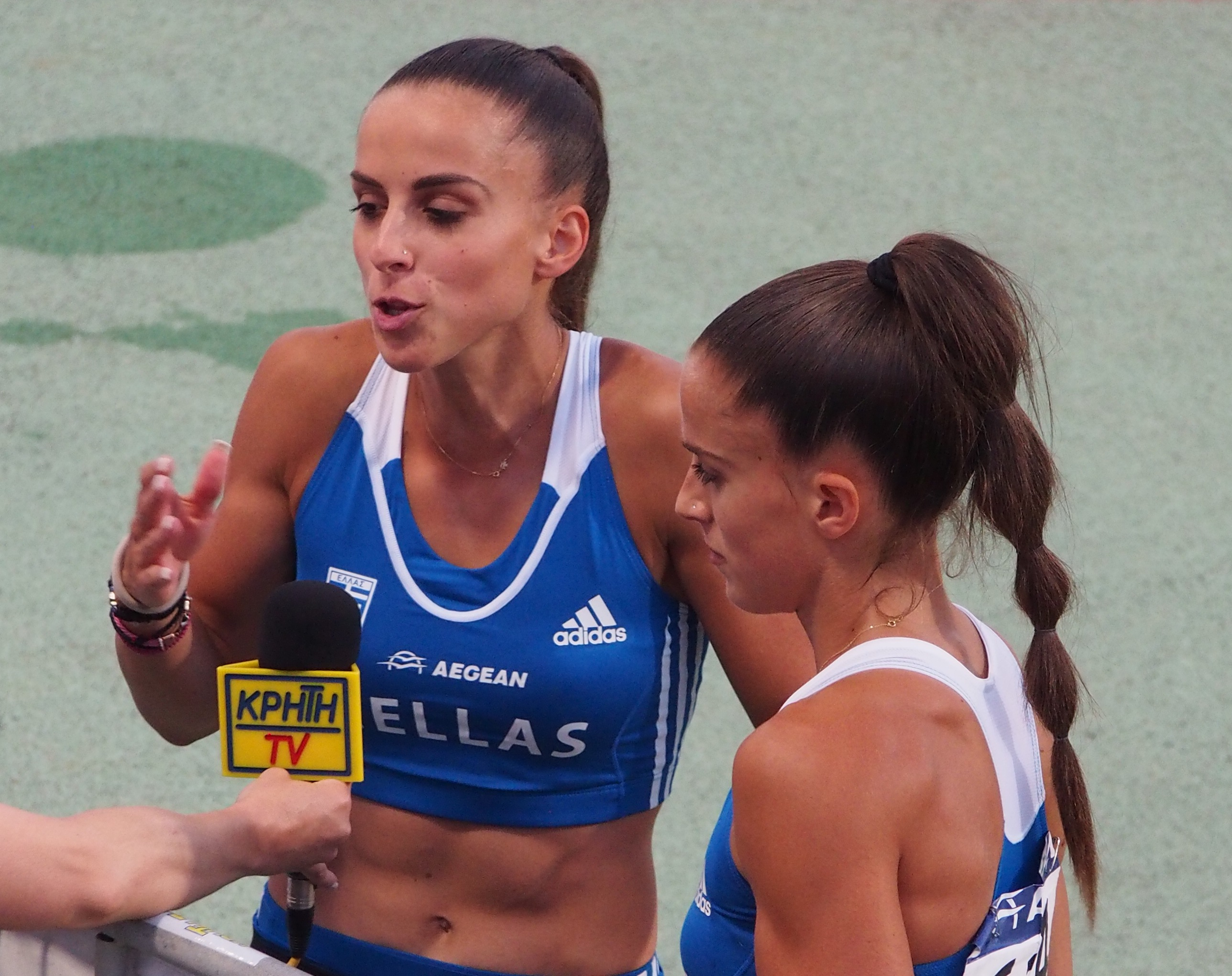
Atletas entrevistadas después de una carrera

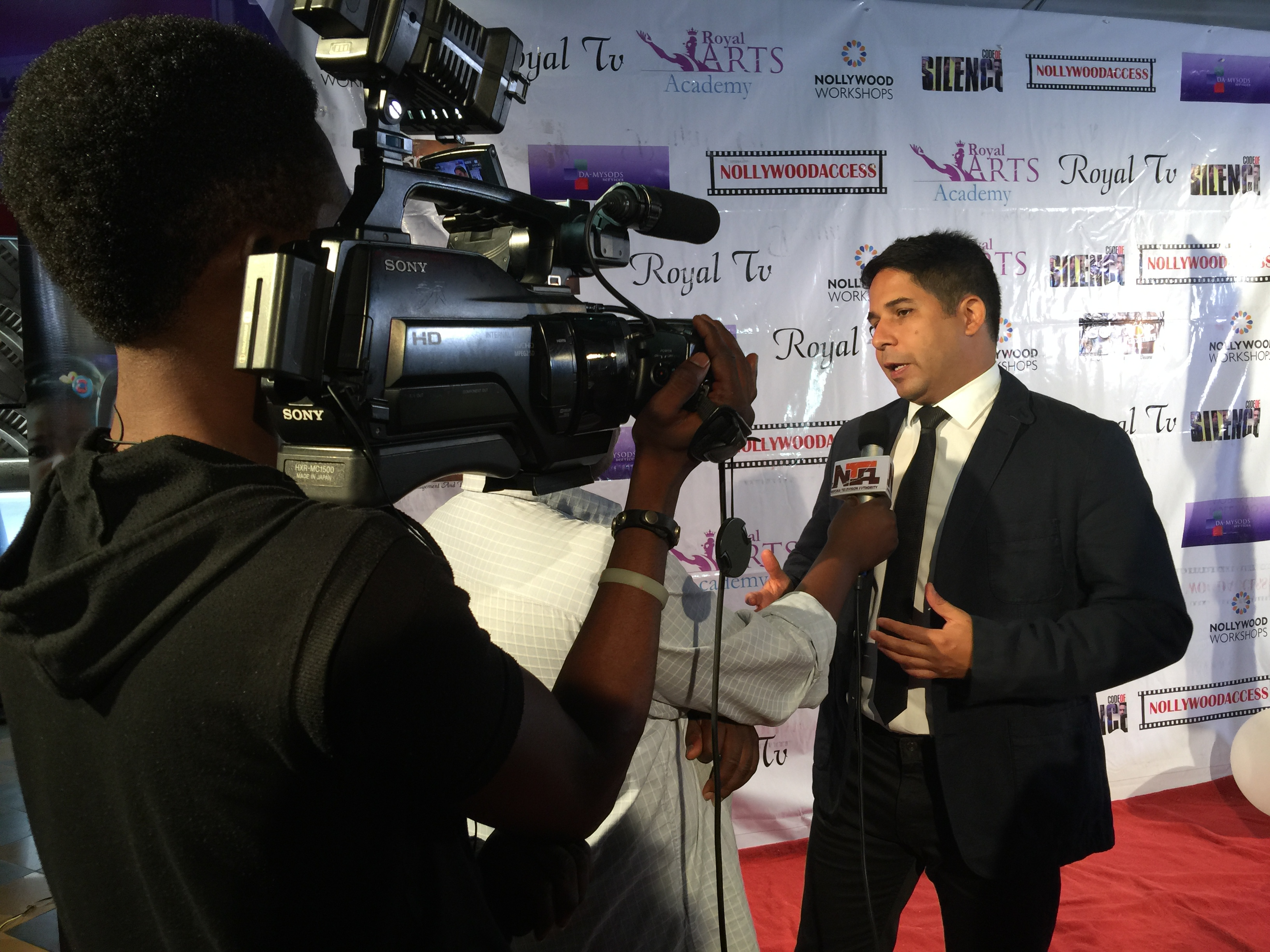
Algunas entrevistas se graban para retransmisiones televisivas

Una entrevista es una conversación estructurada en la que un participante hace preguntas y el otro proporciona respuestas. En el lenguaje común, la palabra "entrevista" se refiere a una conversación uno a uno entre un entrevistador y un entrevistado. El entrevistador hace preguntas a las que responde el entrevistado, generalmente proporcionando información. Esa información se puede utilizar o proporcionar a otras audiencias inmediatamente o más tarde. Esta característica es común a muchos tipos de entrevistas: una entrevista de trabajo o una entrevista con un testigo de un evento puede no tener otra audiencia presente en ese momento, pero las respuestas se proporcionarán más tarde a otros en el proceso de empleo o de investigación. Una entrevista también puede transferir información en ambas direcciones.
Las entrevistas suelen tener lugar cara a cara y en persona, pero las partes pueden estar separadas geográficamente, como en las videoconferencias o las entrevistas telefónicas. Las entrevistas casi siempre involucran conversaciones habladas entre dos o más partes. En algunos casos, puede ocurrir una "conversación" entre dos personas que escriben sus preguntas y respuestas.
Las entrevistas pueden ser conversaciones no estructuradas, libres y abiertas sin un plan predeterminado o preguntas preestablecidas.  Una forma de entrevista no estructurada es una entrevista focalizada en la que el entrevistador guía consciente y consistentemente la conversación para que las respuestas del entrevistado no se desvíen del tema o idea principal de la investigación. Las entrevistas también pueden ser conversaciones muy estructuradas en las que surgen preguntas específicas en un orden específico. Pueden seguir diversos formatos; por ejemplo, en una entrevista de escalera, las respuestas de un encuestado suelen guiar las entrevistas posteriores, con el objetivo de explorar los motivos subconscientes de un encuestado. Por lo general, el entrevistador tiene alguna forma de registrar la información que se obtiene del entrevistado, a menudo tomando notas con lápiz y papel, o con una grabadora de video o audio. Las entrevistas suelen tener una duración limitada, con un principio y un final.
El formato tradicional de entrevista de dos personas, a veces llamado entrevista individual, permite preguntas directas y seguimientos, lo que permite al entrevistador medir mejor la precisión y relevancia de las respuestas. Es un arreglo flexible en el sentido de que las preguntas posteriores se pueden adaptar para aclarar respuestas anteriores. Además, elimina la posible distorsión debida a la presencia de otras partes.
La entrevista cara a cara ayuda a ambas partes a interactuar, formar una conexión y comprender al otro. Además, las sesiones de entrevistas cara a cara pueden ser más agradables.
El buen entrevistador: 
- Cuenta con mucha información sobre el tema
- Sabe que quien debe entregar información es el entrevistado (deja y anima a hablar)
- Ajusta el nivel de lenguaje
- Tiene un plan previo
- Tiene memoria y capacidad de registrar

## ¿Qué ventajas y desventajas tienen las entrevistas?

#### Entre las ventajas vamos a destacar lo siguiente
- Son interpersonales.
- Flexibles.
- Permiten activar diferentes canales (escuchar-observar).
- Transmiten gran cantidad de información.
- Se puede aplicar a muchos colectivos de personas.

#### las desventajas
- Tienen un coste elevado, tanto de entrenamiento por parte de lo propios entrevistadores, como de tiempo y análisis.
- Existe el riesgo de que se produzcan sesgos.
- Alta exigencia para profesionales (requiere a expertos).[5]

## Entrevista periodística
La entrevista tiene un número de variantes casi indeterminadas, a continuación se citan varios tipos de entrevista que aparecen en los medios de comunicación:
- Perfil o semblanza: Es cercano a la biografía, está basado en la combinación de fuentes documentales y testimoniales con datos obtenidos de la persona entrevistada para hacer de él un retrato escrito. Se revelan aspectos íntimos del entrevistado.
- De opinión: Este tipo de entrevista es en el que se preocupa por los ideales, opiniones y comentarios personales del entrevistado. En esta se deberá destacar los puntos ideológicos del entrevistado.
- Periodística: Se aplica a un especialista en un tema específico. Normalmente se utiliza para formular o complementar una noticia o reportaje, por eso se destacan puntos notables del tema del que se está hablando, normalmente se complementa de una vigorosa investigación.
- Cuestionario fijo: En algunos medios se usa periódicamente con distintas personas. Abarca registros diferentes, desde el humor hasta la seriedad.
- De investigación o indagación: No aparece publicado con forma de entrevista. Se utiliza para obtener o contrastar información.
- Interpretativa: También conocida como creativa, de personaje, etcétera. Se interesa por el personaje de una manera global. Interesa el valor estético del texto y el interés humano.
- Apreciativa: Está basado en la suposición que las organizaciones cambian en función de las preguntas que se hacen; aquellas organizaciones que indagan en sus problemas y dificultades obtendrán más de lo mismo, pero aquellas que intenten descubrir qué es lo mejor que pueden encontrar en sí mismas descubrirán cómo tener éxito.

Cuando la entrevista se realiza tiene un proceso productivo en el área de textos:
- Laboral: Para informarse, el entrevistador valora al candidato a un puesto de trabajo, para saber si puede ser apto o no para realizar su función.
- Entrevista de personalidad: Se realizan con la finalidad de analizar psicológicamente a un individuo y en función de esta y otras técnicas determinar el tratamiento adecuado.
- Informativa  de actualidad: Es la vinculada con los hechos del día; es noticiosa, por tanto, se redacta en forma de noticia. Jamás se titula con frases textuales.
- De divulgación: Sobre temas especializados en avances o descubrimientos científicos, médicos, tecnológicos, etc., o temas de actualidad o de interés permanente.
- Testimoniales: Las que aportan datos, descripciones y opiniones sobre un acontecimiento o suceso presenciado.
- Declaraciones: Datos, juicios u opiniones recogidos textualmente.
- Encuestas: Preguntas destinadas a obtener información sobre la opinión de un sector de la población sobre un tema, se utiliza para obtener información relevante u ofrecer una muestra de lo que piensan representantes de distintos sectores sociales, sobre un tema de actualidad o interés permanente.

## Entrevista clínica
Son tres etapas:
- Etapa de contacto o rapport. Es para que el paciente se sienta más a gusto y seguro. Corresponde al inicio de la entrevista, es la apertura de la relación profesional terapeuta-paciente, donde la principal herramienta es el entendimiento.
- Etapa de desarrollo o cima. Llegar a donde queremos llegar pero que el paciente esté totalmente relajado. Donde se trata la problemática.
- Etapa de despedida o cierre. Crear un espacio de tiempo para resumir todo lo que ha sucedido en la entrevista, aclarar dudas o planificar futuras entrevistas. Donde vamos preparando al paciente para terminar sesión.

## Entrevista de trabajo
Por la cantidad de personas que participan
- Individual o cerrada:

Estándar o formalizada, informal, de choque o tensión. También puede ser para verificar alguna cosa en concreto de las que figuran en el curriculum; por ejemplo: para saber si es cierto que el candidato habla inglés. Si se trata de un puesto importante puede haber, lógicamente, varias entrevistas individuales.
- Colectiva o abierta:

Varios entrevistadores. En este tipo de entrevista es bastante frecuente que haya un psicólogo de empresa.
- Para ambas:

Puede ser directiva, no directiva o mixta (la más común).
Por la etapa en que se encuentra el proceso
- Entrevista inicial:

Esta es cuando se tiene el primer contacto con el candidato.
- Entrevista técnica:

En esta se le preguntan aspectos específicos del puesto al que el candidato está aplicando.

## Entrevista cognitiva.
El nacimiento de este tipo de entrevista tiene lugar con los estudios de Geiselmen y su equipo de investigadores.
Es una de las técnicas que más atención ha recibido por ser muy eficaz a la hora de realizar investigaciones, sobre todo policiales, para ayudar a las personas a recordar. Se ha afirmado que es una manera de aumentar la cantidad de información correcta y evitar el número de errores. 
Las técnicas cognitivas que utiliza Geiselmen en sus investigaciones proceden de dos perspectivas importantes en la teoría cognitiva. La primera, que es el principio de especificidad de la codificación, que se basa en que la efectividad de la recuperación de un recuerdo está determinada por su similitud con las operaciones de adquisición, es decir, restableciendo el contexto físico y personal se pueden recuperar muchos recuerdos. La segunda, el enfoque multicomponente de la codificación del trazo de memoria, que determina que los recuerdos se pueden recuperar por muchos caminos y hay que explorar todos esos caminos.
Las técnicas cognitivas que han utilizado son las siguientes:
- Restauración mental del contexto. Se le pide al sujeto que intente recrear el contexto en el que se produjo el suceso.
- Decirlo todo. Contar todo lo que sepa aunque lo considere insignificante.
- Cambio de perspectiva. Pedirle al sujeto que cuente la historia desde otra perspectiva, como bien puede ser la de algún testigo, la víctima o el propio delincuente.

Más adelante se hizo una revisión de la entrevista cognitiva y se añadieron dos nuevos principios, que son estructurar la entrevista para que sea compatible con las operaciones mentales del sujeto y facilitar la actividad de los testigos utilizando la recuperación de la memoria. 